# Imingfjellet, Antarktis
Imingfjellet är ett berg i Antarktis. Norge gör anspråk på området. Toppen på Imingfjellet är 2 645 meter över havet.
Terrängen runt Imingfjellet är kuperad söderut, men norrut är den bergig. Trakten är glest befolkad. Det finns inga samhällen i närheten. 